# 左方移動

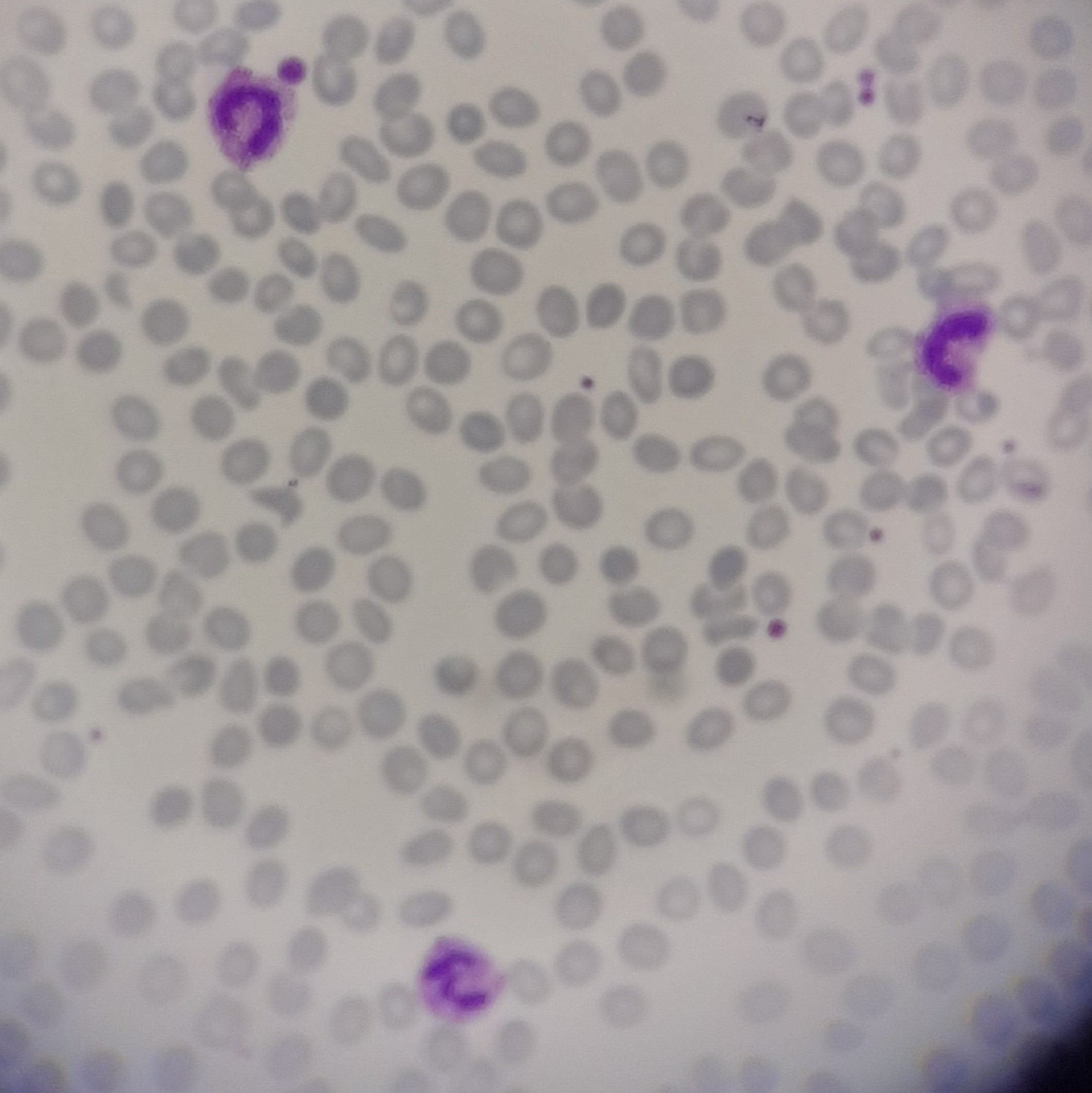
91歳の肺炎患者の血液像：未熟な好中球増加（左方移動）。上の好中球2個は桿状核球、下の1個は分葉核球。

左方移動とは、末梢血中に桿状核球など幼若な好中球が増加した状態であり、細菌感染などでみられる。

## 概要

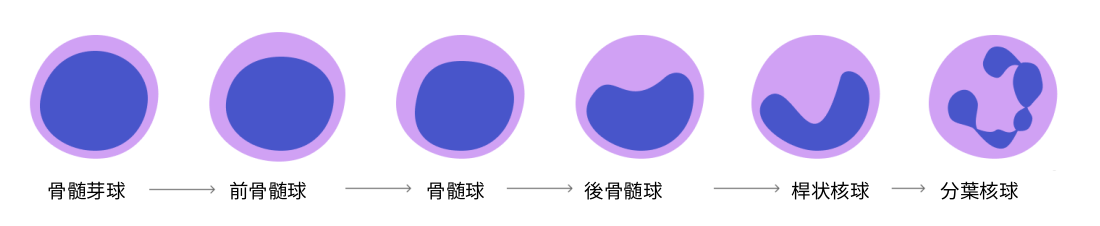
好中球の分化：左から右へ

左方移動（さほういどう、英: left shift、shift to the left）とは、末梢血中に桿状核球など比較的幼若な好中球が増加した状態である。
好中球は、核が分葉していない桿状核球が、成熟に伴い核の分葉が進み、分葉核球となる。細菌感染などにより、感染局所での好中球の消費が亢進し、骨髄での好中球の産生が刺激されると、末梢血中では、より幼若な桿状核球が増加することになる。著しい例では、後骨髄球や骨髄球も末梢血にみられることがある。
なお、「左方移動」の名称は、血液細胞の分化は、通常、左から右へ分化が進んで成熟していく形で記載するため、より幼若な細胞が増えることを「左にずれる」と表現することによる。
| 好中球の分化 | 好中球の分化             | 好中球の分化                                                                       |
| ------------ | ------------------------ | ---------------------------------------------------------------------------------- |
| 骨髄芽球     | Myeloblast               | 白血病や原発性骨髄線維症などの造血系疾患の場合を除き、通常、末梢血にはあらわれない |
| 前骨髄球     | Ww325_promyelocyte       | 白血病や原発性骨髄線維症などの造血系疾患の場合を除き、通常、末梢血にはあらわれない |
| 骨髄球       | Neutrophylic_Myelocyte   | 高度の左方移動で末梢血に出現することがある                                         |
| 後骨髄球     | Hem1Metamyelocyte        | 高度の左方移動で末梢血に出現することがある                                         |
| 桿状核球     | Neutrophil_-_Band_cell-8 | 末梢血中に常時存在、 基準範囲：白血球の0.5 % - 6.5 %                               |
| 分葉核球     | Neutrophil_(4_lobes)_-5  | 末梢血中に常時存在、 基準範囲：白血球の38.0 % - 74.0 %                             |

## 判定基準

### カットオフ値
近年は、白血球中の桿状核球の割合（band/WBC ratio）が15 %以上を左方移動と判定するのが一般的であるが、10 %、ないし、20 %で区切る場合もある。
また、桿状核球よりさらに幼弱な後骨髄球や骨髄球が末梢血に出現することがあり、比率を計算するにあたって、桿状核球にこれらの幼若な白血球をも含める方法もある。これは、前述の桿状核球の割合とよく似た動きを示すが、変化が数時間早い傾向がある。
また、新生児の敗血症の診断には、幼若好中球と全好中球の比（I/T比、（英）immature/total neutrophils ratio）がよく用いられ、カットオフ値としては、0.2が採用されている。

### 左方移動の程度の評価
左方移動の程度の評価法として、以下に示す、「朱・齊藤の実用的標準」がある。
軽度移動
桿状核球が増加しているが分葉核球の半数以下。
中等度移動
桿状核球が分葉核球の半数から同数まで。
高度移動
桿状核球が分葉核球より多く、後骨髄球や骨髄球が出現する。

### 左方移動を診断に用いるにあたっての留意点
左方移動は、敗血症など重篤な細菌感染症を疑う重要な所見である。ただし、原因となる病態が発生してから左方移動が出現するまでに、1日程度の時間を要するのに注意する必要がある。
さらに、重症の細菌感染症であっても、感染性心内膜炎のように細菌の量が比較的少ないもの、および、細菌性髄膜炎や膿瘍のように好中球が感染巣に移行しにくく消費されにくいもの、などの場合は左方移動を呈さないので、左方移動がないからといって細菌感染を否定することができないのに留意する必要がある。
また、一般に普及している血球自動計数装置では桿状核球と分葉核球を区別できないため、桿状核球数を得るには、熟練した臨床検査技師が末梢血塗抹標本を鏡検して白血球分類を行う必要がある。そのため、結果を得るのに時間を要し、また、鏡検者ごとに若干の差がありうることも、左方移動の欠点の一つである。

## 左方移動をきたす病態

### 細菌感染症
細菌感染が起こると、血中の好中球が感染巣に移動して細菌を貪食し、成熟白血球の消費が亢進する。
細菌感染などの刺激により産生されたサイトカインにより骨髄での白血球の産生が増大して、血中の若い白血球の比率が増大（左方移動）する。
左方移動の存在は、重症の細菌感染症により好中球の産生と消費が亢進していることを示唆し、診断と治療方針の決定の上で、非常に重要である。特に、左方移動が存在するのに白血球数が減少している場合は、好中球の大量消費に骨髄での産生が追いついていないことが示唆され、危険な状態と考えられる。

### その他の高度の侵襲
細菌感染症に限らず、重症ウイルス感染症、外傷、手術後、組織壊死、出血、糖尿病性ケトアシドーシス、など、
身体が高度の侵襲をこうむったときは、左方移動がみられることがある。

### 顆粒球コロニー刺激因子
顆粒球コロニー刺激因子（G-CSF）を投与すると、顆粒球産生が亢進し、左方移動や、場合によっては、中毒性顆粒・デーレ小体がみられる。また、稀に、G-CSFを産生する腫瘍の存在により、同様の所見がみられる。

### 慢性骨髄性白血病

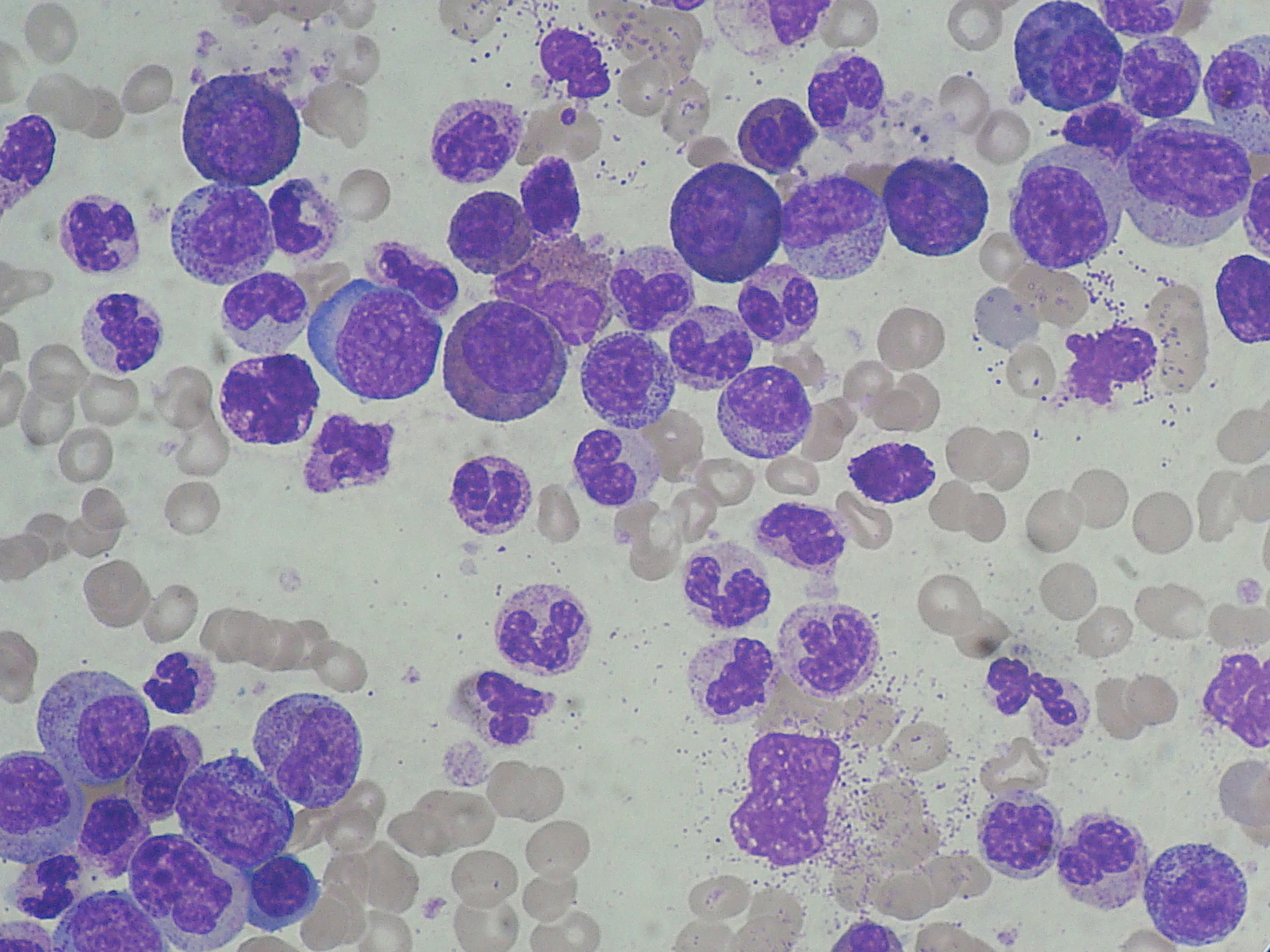
慢性骨髄性白血病、白血球増多と左方移動がみられる。

慢性骨髄性白血病（CML）でも、著しい白血球増加とともに幼弱な好中球の前駆細胞が末梢血に出現するため、血液像は左方移動を呈する。
CMLの場合は、炎症反応に乏しく、好中球のみならず好酸球や好塩基球も増加しているのが通常である。

## 左方移動に関連する病態

### 右方移動

巨赤芽球性貧血でみられた過分葉好中球

右方移動（（英）shift to the right）は左方移動の逆で、分葉核球の分葉が多いもの、特に4分葉・5分葉以上の分葉核球が増加している状態をさす。
巨赤芽球性貧血（悪性貧血など）でみられる。